# デイリーレーシングフォーム

ロゴ

デイリーレーシングフォーム（the Daily Racing Form、通称: DRF）は、北アメリカで発行されている著名な競馬新聞のひとつ。1894年創刊。

## 概要
1894年にイリノイ州シカゴで、フランク・ブリュネルによって創刊されたタブロイド版の競馬新聞である。1922年にトライアングル出版社により買収され、2007年以降はアーリントン・キャピタル・パートナー社を親会社としている。現在はニューヨーク市のブロードウェイ100番地に本拠を構えている。
それぞれの競走において、出走する競走馬の過去のデータを列記した一覧表を掲載しているのが特徴で、アメリカ合衆国・カナダにおける競馬新聞および成績表のスタンダードを形成している。それぞれの競馬場での競走、およびサイマルキャスト放送で購入可能な他場競走の情報が載っており、発走時刻の時差（東西では最大で3時間差）に応じて朝刊・夕刊に分けられている場合もあり、毎日30版を印刷している。
また、昔からアメリカ競馬の年度代表表彰を行ってきたマスコミのひとつであったが、1971年にエクリプス賞を創設することによってばらけていた年度代表選考を一本化する動きに参画している。以降の同賞の選考にも関わっており、同紙と全米サラブレッド競馬協会、そして全米競馬記者協会の識者によって各年の選考が行われている。
また、アメリカにおける毎年の競馬を総括した年鑑を発行しているのもDRFである。

## 関連人物
- チャールズ・ハットン（英語版） - 元DRFコラムニストで、アメリカクラシック三冠の概念を「発明」した人物として知られる。
- スティーヴン・クライスト（Steven Crist） - DRF編集長。元ニューヨークタイムスコラムニスト。
- ピエリ・ブロック（Pierre Bellocq） - 「Peb」の愛称で知られるイラストレーターで、DRF紙上で馬のイラストを掲載していた。
- ジョー・ヒルシュ（ないしジョーハーシュ、Joe Hirsch） - 元DRF紙のコラムニストで、後に全米競馬記者協会を立ち上げた人物。ジョーハーシュ・ターフクラシックステークスにその名を残す。